# Уорнър Мюзик Груп
„Уорнър Мюзик Груп“ (WMG) е третата по големина компания в бизнеса на звукозаписната индустрия, което я прави една от четирите най-големи звукозаписни компании в света. Настоящото въплъщение на дружеството е създадено през 2004 г., когато се разделя с „Тайм Уорнър“. Независимо от името, „Тайм Уорнър“ няма повече никакви права на собственост върху „Уорнър Мюзик Груп“. „Уорнър Музик Груп“ притежава и компанията „Уорнър/Чапел Мюзик“, която е едно от най-големите музикални издателства в света.
През 2011 г. „Уорнър Мюзик Груп“ е продадена на компанията „Аксес Индъстриес“ (собственост на родения в Украйна американски бизнесмен Леонард Блаватник) за сумата от 3,3 млрд. долара.